# Bambakashat
Bambakashat (en arménien Բամբակաշատ ; anciennement Mullah-Bayazid) est une communauté rurale du marz d'Armavir, en Arménie. Elle compte 3 466 habitants en 2009.